# Miss Mondo 1957
Miss Mondo 1957, la settima edizione di Miss Mondo, si è tenuta il 14 ottobre 1957, presso il Lyceum Theatre di Londra. Il concorso è stato presentato da Eric Morley. Marita Lindahl, rappresentante della Finlandia è stata incoronata Miss Mondo 1957.

## Risultati
| Risultato finale | Concorrente                      |
| ---------------- | -------------------------------- |
| Miss Mondo 1957  | - Finlandia - Marita Lindahl     |
| 2ª classificata  | - Danimarca - Lilian Juul Madsen |
| 3ª classificata  | - Sudafrica - Adele June Kruger  |
| 4ª classificata  | - Tunisia - Jacqueline Tapia     |
| 5ª classificata  | - Giappone - Muneko Yorifuji     |
| 6ª classificata  | - Francia - Claude Inès Navarro  |
| 7ª classificata  | - Israele - Sara Elimor          |

## Concorrenti
- Australia - June Finlayson
- Austria - Lilly Fischer
- Belgio - Jeanine Chandelle
- Canada - Judith Eleanor Welch
- Danimarca -  Lilian Juul Madsen
- Finlandia - Marita Lindahl
- Francia - Claude Inès Navarro
- Germania - Annemarie Karsten
- Giappone - Muneko Yorifuji
- Grecia - Nana Gasparatou
- Irlanda - Nessa Welsh
- Islanda - Rúna Brynjólfdóttir
- Israele - Sara Elimor
- Italia - Anna Gorassini
- Lussemburgo - Josee Jaminet
- Marocco - Danielle Muller
- Paesi Bassi - Christina van Zijp
- Regno Unito - Leila Williams
- Stati Uniti -  Charlotte Sheffield
- Sudafrica - Adele June Kruger
- Svezia - Elenore Ulla Edin
- Tunisia - Jacqueline Tapia
- Venezuela -  Consuelo Nouel Gómez